# 가와니시 다카시
가와니시 다카시(일본어: 川西 隆)는 일본의 전직 축구 선수이다.

## 국가대표팀 경력
간세이 가쿠인 대학에 재학 중이던 1934년 극동 선수권 대회에 출전하여 그 해 5월 13일 인도네시아와의 1차전에서 국제 A매치 데뷔전을 치른 뒤 필리핀전과 중국전 등 3경기에 모두 출전했다.

## 통계
| 일본 | 일본 | 일본 |
| 연도 | 출전 | 득점 |
| ---- | ---- | ---- |
| 1934 | 3    | 0    |
| 통산 | 3    | 0    |